# Sveti Rok-alagút
Sveti Rok-alagút a horvátországi Lika hegyvidéken, az A1-es autópályán található, Zágráb és Split között.

## Az alagút
Az alagút az autópálya Velebit-hegységen való átjutását segíti. A forgalom két alagúton halad, irányonként kettő sávon. A nyugati alagút 5679 méteres, a keleti alagút 5670 méter. Nevét egyébként a közeli Sveti Rok nevű faluról kapta. Az északi bejárathoz a sveti roki felhajtó, a déli bejárathoz pedig a Maslenicai felhajtó van legközelebb. Megengedett legnagyobb sebesség az alagútban 100 Km/h.

## Története
Az építkezést 1993-ban kezdték el; a nyugati alagutat 2003. június 30-án, a keleti alagutat pedig 2009. május 30-án adták át. Ameddig nem volt kész a keleti alagút, addig a forgalom irányonként egy sávon haladt, emiatt nyáron a turnusváltásokkor hatalmas forgalmi dugók alakultak ki. 2009. május 30-a előtt a megengedett legnagyobb sebesség 80 Km/h volt.

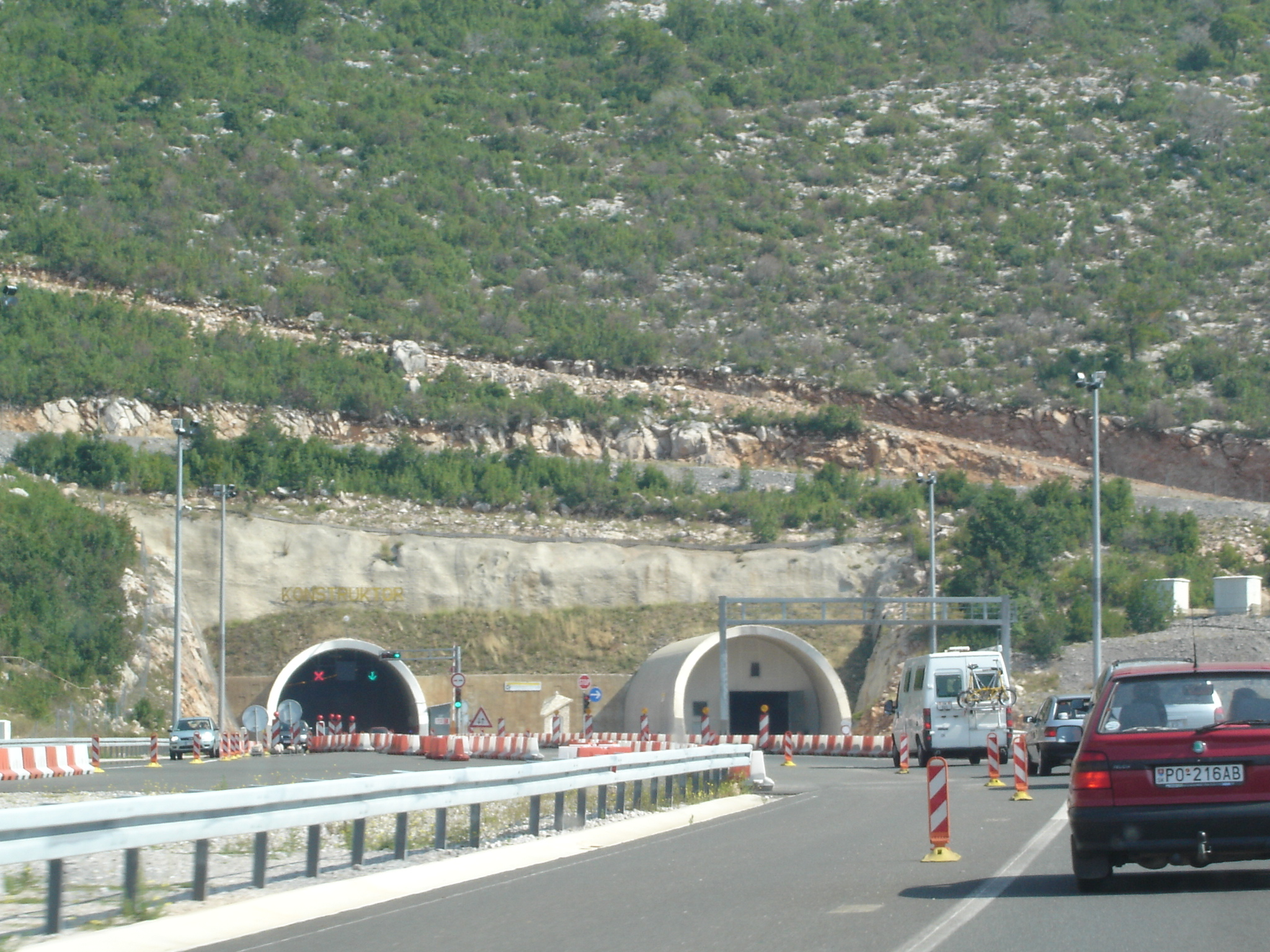
Az alagút déli bejárata
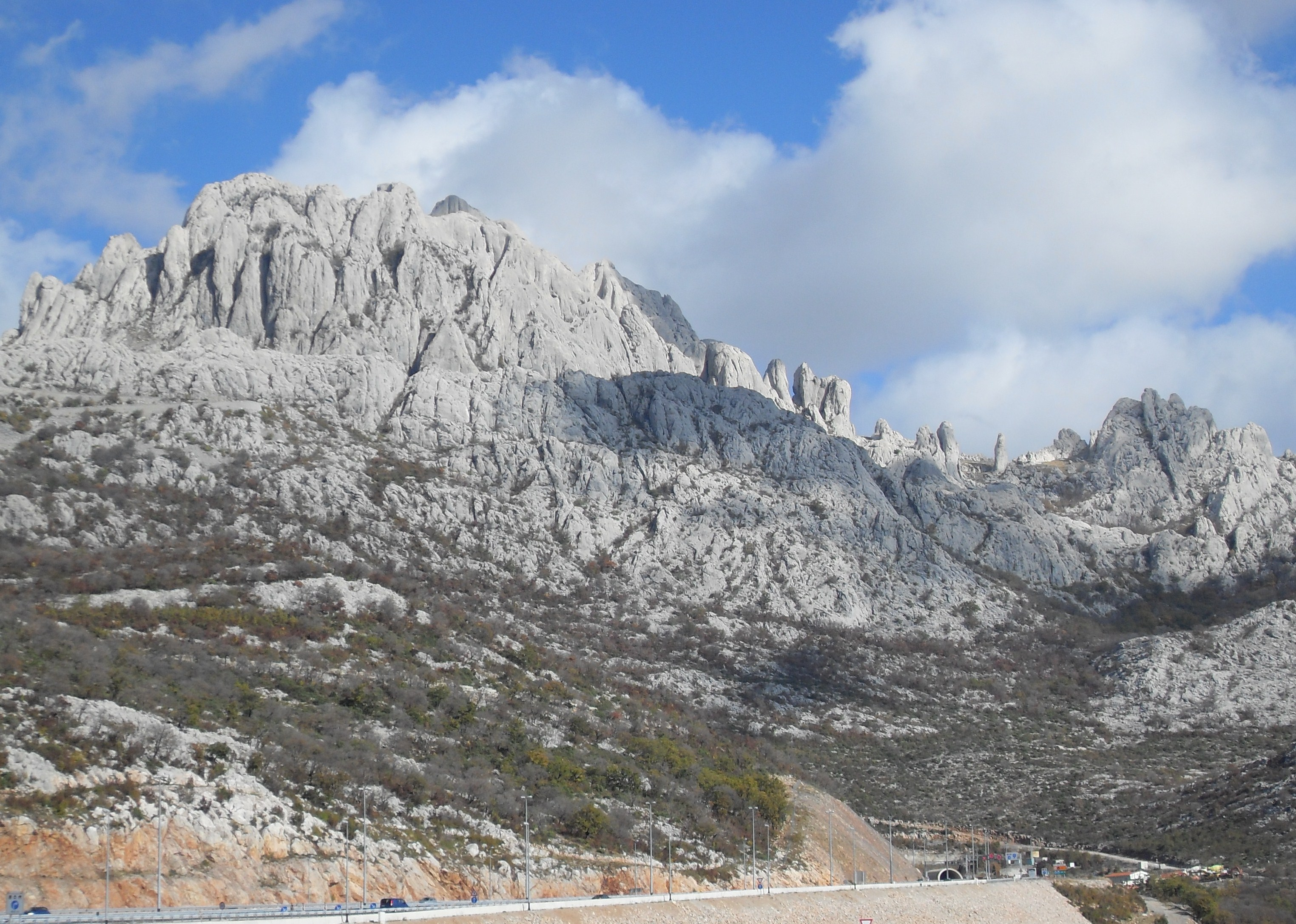
Velebit láncai az alagút előtt